# Croton motilonorum
Espèce
Classification APG II (2003)
Croton motilonorum est une espèce de plantes à fleurs du genre Croton et de la famille des Euphorbiaceae.